# Ponte de Antônio Dias
A Ponte de Antônio Dias, também conhecida como Ponte dos Suspiros ou Ponte de Marília, é uma ponte localizada no bairro de Antônio Dias, no município brasileiro de Ouro Preto, em Minas Gerais. Situada no Largo de Dirceu, sobre o córrego da Sobreira. O nome da ponte é homenagem ao bandeirante paulista Antônio Dias de Oliveira. De acordo com narrativas da época, ele teria avistado pela primeira vez o pico do Itacolomi, em 1698, local onde hoje existe a cidade.
As obras da ponte foram arrematadas por Manuel Francisco Lisboa, em 11 de outubro de 1755. Estas deveriam obedecer à planta e risco, conforme o estabelecido em contrato, com parapeito, cruz e arcos de itacolomito e paredes de pedra e cal, maciças e seguras. A inexistência de elementos documentais impossibilita o devido esclarecimento, pelo menos parcial, das etapas de sua construção. Sabe-se que, posteriormente, Manuel Francisco Lisboa, por termo de cessão, transferiu o direito de arrematação para Antônio da Silva Erdeiro, sendo seus fiadores João Amorim Pereira e Isidoro Leite Esquerda. A ponte de Antônio Dias compõe-se de dois paredões interrompidos por dois arcos plenos, tendo ao centro, um pequeno terreno circular, cruz de cantaria sobre acrotério de forma complexa. Os arcos possuem 5 metros de vão e 7,40 metros de altura. O muro parapeito é em pedra aparelhada. A água só corre sob um dos arcos.
A ponte dá acesso a outro monumento importante de Ouro Preto, o chafariz de Marília, chamado assim em homenagem a Maria Doroteia Joaquina de Seixas Brandão. Nos anos que antecederam a Inconfidência Mineira, ocorrida em 1789, Marília foi musa do desembargador e poeta Tomás António Gonzaga, um dos líderes do movimento e autor de versos apaixonados, dedicados a ela. A ponte surge na estrofe de uma das mais famosas liras do poeta, a de número 37. A estrofe de Gonzaga com referências à ponte é a seguinte:
Toma de Minas a estrada,
Na Igreja nova, que fica
Ao direito lado, e segue
Sempre firme a Vila Rica.
Entra nesta grande terra,
Passa por uma formosa ponte,
Passa a segunda, a terceira
Tem um palácio defronte.
A formosa ponte é a do Rosário. A segunda é a ponte dos Contos, próxima a outra construção histórica, a Casa dos Contos. E a terceira é a ponte de Antônio Dias, chamada também de Marília por levar à casa da homenageada, o palácio defronte.
A ponte de Antônio Dias passou, em 2003, por obras de recuperação do Programa Monumenta, do Ministério da Cultura. Monumenta é o programa de recuperação sustentável do patrimônio histórico urbano brasileiro tombado pelo Instituto do Patrimônio Histórico e Artístico Nacional (Iphan).